# ريباديديفا
بلدية ريباديديفا (بالإسبانية: Ribadedeva) هي بلدية تقع في منطقة أستورياس شمال غرب إسبانيا.

## الديموغرافيا
بلغ عدد سكان بلدية ريباديديفا 1.882 نسمة عام 2011 (وفقاً للمعهد الوطني للإحصاء الإسباني).
| 1.916 | 1.905 | 1.828 | 1.901 | 1.887 | 1.852 | 1.882 |